# Bregyét házcsoport
Bregyét házcsoport románul: Brădet, falu Romániában, Erdélyben, Fehér megyében.

## Fekvése
Nagyalmás közelében fekvő település.

## Története
Bregyét házcsoport korábban Nagyalmás része volt. 1956 körül vált külön 300 lakossal.
1966-ban 199, 1977-ben 124, 1992-ben 60, 2002-ben pedig 28 román lakosa volt.